# Brasserie Strubbe
Vous pouvez aider à l'améliorer ou bien discuter des problèmes sur sa page de discussion.
- Il ne cite pas suffisamment ses sources. Vous pouvez indiquer les passages à sourcer avec {{référence nécessaire}} ou {{Référence souhaitée}}, et inclure les références utiles en les liant aux notes de bas de page. (Marqué depuis mai 2021)
- Il contient une ou plusieurs listes. Le texte gagnerait à être rédigé sous la forme d’un ou plusieurs paragraphes synthétiques, afin d’être plus agréable à lire. (Marqué depuis mai 2021)

- Archive Wikiwix
- Bing
- Cairn
- DuckDuckGo
- E. Universalis
- Gallica
- Google
- G. Books
- G. News
- G. Scholar
- Persée
- Qwant
- (zh) Baidu
- (ru) Yandex
- (wd) trouver des œuvres sur Wikidata

La Brasserie Strubbe (en néerlandais : Brouwerij Strubbe) autrefois appelée  La Vierge de Gand (De Maagd van Gent) est une brasserie familiale belge située à Ichtegem en province de Flandre-Occidentale. Elle brasse plus d'une vingtaine de marques de bières différentes et une soixantaine de variétés de bières. Certaines sont commercialisées par des brasseries de distribution.

## Histoire
La brasserie a le même âge que la Belgique puisqu'elle fut fondée en 1830. Carolus Strubbe, en provenance de Tielt, ouvre une ferme-brasserie à Ichtegem derrière l'église Saint Michel datant du XVIIe siècle. À cette époque, comme la plupart des brasseries de la région, les activités brassicoles ont lieu principalement en hiver lorsque les travaux des champs sont au point mort. Les bières produites sont de fermentation haute. Louis, le fils de Carolus succède à son père puis cède le flambeau à son propre fils Médart qui donne le nom de Brouwerij Strubbe à l'entreprise familiale. Le fils de Médart, Aimé dirige ensuite la brasserie familiale qui commence à brasser des bières de fermentation basse. Il a deux fils : Gilbert qui devenait maître brasseur et Étienne qui devenait le responsable de la vente et de l'administration. La brasserie est ensuite dirigée par Norbert Strubbe, le fils d’Étienne, et par Marc Strubbe, le fils de Gilbert, qui ont succédé à leur père respectif. En 2008, Norbert Strubbe passe entièrement le flambeau à son fils Stefan qui représente ainsi la septième génération de brasseurs de la famille Strubbe.
Aujourd’hui, la brasserie exporte ses bières vers le Japon, les États-Unis, le Danemark, l’Allemagne, l’Italie et les Pays-Bas.
La brasserie fait partie de l'association brassicole Belgian Family Brewers.

## Bières
Parmi les bières produites :
- BAB 401 - titrant 8 % en volume d'alcool
- Belgica IPA - 7,9 %
- Couckelaerschen Doedel (la Cornemuse de Couckelaer) - 6,5 %
- Dobbelken Bruin - 5 %
- Dobbelken Amber - 6,5 %
- Dikke Mathile - 6 %
- Edel-Brau - 0,3 %
- Haanse Witte - 5,5 %
- Harlekijn - 6 %
- Houten Kop - 6,5 %
- Ichtegem’s Grand Cru - 6,5 %
- Ichtegem's Oud Bruin - 5 %
- Keyte Kriek-Magic
- Keyte, Oosténdse Dobbel-Tripel - 9,2 %
- Keyte, Oosténdse Tripel - 7,7 %
- Kriekenbier - 4,5 %
- Leireken, bière bio se déclinant en 5 variétés
- Oudstrijder - 7,2 %
- Oudstrijder Dobbel-Tripel - 7,8 %
- Pee Klak
- Spioenkopje - 5,7 %
- Strandjuttersbier Mong De Vos - 9,2 %
- Strubbe Oud Bier, bière brune de table
- Strubbe Pilsen, bière blonde de table
- Strubbe Pils (appelée auparavant Superpils) - 4,3 %
- Trammelantje - 6,5 %
- Vlaskop - 5,5 %
- Vlissegems Blondje - 4,4 %
- Wittoen - 7 %